# 福富幸宏
福富 幸宏（ふくとみ ゆきひろ、1963年12月10日 - ）は東京都出身のDJ、音楽プロデューサー、リミックス・エンジニア。

## 概要
1980年代後半よりDJ、プログラマーとして活動開始。幾多のセッションを経て、1991年に1stアルバム『Love Vibes』（アルファ）リリース。現在まで11枚のアルバムをリリース。1999年以降アメリカ、イギリス、ドイツ、フランス、イタリア、韓国など世界各国でもリリース。2007年より新規音楽プロジェクト「FOOG」を始動。現在まで3枚のアルバム、3枚のDJ MIX、6枚の12inchアナログ盤（=ワールドワイド・リリース）、10タイトルの配信リリース（=ワールドワイド・リリース）を行っている。 2013年11月より、より柔軟かつ幅広い活動の場を求めてStyrism.Incに所属。

## プロデュース・ワーク
メジャー・デビュー以降、音楽プロデューサー、リミキサー、プログラマーとして、TOKYO No.1 SOUL SET、ピチカート・ファイヴ、Fantastic Plastic Machine、DOUBLE、RIP SLYME、今井美樹、布袋寅泰、Wyolica、高岡早紀 with 山下洋輔らのサウンド・プロデュースを行う。
YMO、THE BLUE HEARTS、浜崎あゆみ、松田聖子、キリンジ、藤井フミヤ、orange pekoe、中島美嘉、CHEMISTRY、カヒミ・カリィ、CORNELIUS、Original Loveらのリミックス・プログラミングを手がけ、海外ではJazzanova、London Elektricity、The Realm&Vのリミックスを手がける。
CMでは資生堂・UNO、サントリー・烏龍茶、クボタ、スカパー!・欧州サッカー、ソニー・VAIO/make believe（企業CM）など、数多く制作している。

## ディスコグラフィ

### アルバム
| 発売日                | タイトル                                                                       | レコード会社                                          |
| --------------------- | ------------------------------------------------------------------------------ | ----------------------------------------------------- |
| 1991年12月21日        | LOVE VIBES                                                                     | アルファレコード                                      |
| 1995年5月24日（再発） | LOVE VIBES                                                                     | アルファレコード                                      |
| 1993年2月1日          | POST                                                                           | アルファレコード                                      |
| 1995年5月24日（再発） | POST                                                                           | アルファレコード                                      |
| 1995年4月25日         | third                                                                          | 徳間ジャパンコミュニケーションズ                      |
| 2000年7月5日          | On a trip                                                                      | cutting edge                                          |
| 2001年10月3日         | Timeless                                                                       | cutting edge                                          |
| 2002年7月10日         | Revisions                                                                      | cutting edge                                          |
| 2002年8月10日         | Love Each Other                                                                | King Street                                           |
| 2002年9月19日         | COMPOST RECORDS presents "Fueled For The Future" dj-mixed by YUKIHIRO FUKUTOMI | ソニー・ミュージックアソシエイテッドレコーズ          |
| 2004年3月17日         | Official Sampler                                                               | cutting edge                                          |
| 2004年10月28日        | equality                                                                       | ファイルレコード                                      |
| 2004年11月10日        | The crossing～DJ Mixed by Yukihiro Fukutomi～                                  | フラワーレコーズ                                      |
| 2005年7月28日         | Equality Remixes                                                               | ファイルレコード                                      |
| 2007年4月25日         | The Transformer-Remix Works by Yukihiro Fukutomi-                              | cutting edge                                          |
| 2007年7月23日         | ONE                                                                            | ファイルレコード（FOOG名義）                          |
| 2007年10月3日         | FOR YOUR LOVE                                                                  | コロムビアミュージックエンタテインメント（EQUIP名義） |
| 2008年3月14日         | Dots and Spaces                                                                | ファイルレコード（FOOG名義）                          |
| 2008年11月12日        | Contact                                                                        | tearbridge records                                    |
| 2013年8月7日          | Can                                                                            | Plaza in Crowd（FOOG名義）                            |

### REMIXワーク
- 1993年12月1日:ピチカート・ファイヴ「東京は夜の七時」（日本コロムビア）
  - 編曲・talking toolbox mix担当
- 1999年1月21日:石井竜也『DEEP』（Sony Records）収録「DEEP IN DISCO KING」
  - リミックス担当
- 2006年1月25日:HOTEI vs RIP SLYME「BATTLE FUNKASTIC」（東芝EMI/Virgin Music）
  - マッシュアップ・リミックス担当
- 2007年12月5日: Ryohei 『Cavaca 2』（rhythm zone）収録「Space Cowboy」 他多数

### オムニバス・コンピレーション
- 2006年3月1日：『Re:ally?』（Village Music）
- 2005年10月18日：『happuli a day YELLOW』（L.I.B ENTERTAINMENT） 他多数

### プロデュース作品
- 1996年3月27日：b-flower『Clockwise』東芝EMI
- 1999年4月15日：『バスト ア ムーブ2ダンス天国MIX』収録「ツトムのテーマ“GOT TO BE HAPPY”」
- 1999年10月30日：セラニポージ「manamoon」（日本コロムビア）
- 1998年9月15日：パラダイス・ガラージ「実験の夜、発見の朝」（ワーナーミュージック・ジャパン）※豊田道倫と共同プロデュース
- 2006年2月22日：安良城紅「Girl 2 Lady」（avex trax）
- 2010年7月7日：SAWA「Welcome to Sa-World」（エピックレコードジャパン）
- 2010年7月21日：SMAP『We are SMAP!』収録「Going Over」（ビクターエンタテインメント） 他多数

### CM
- 2002年：ソニー「サイバーショット」
- 2007年9月：江崎グリコ「アーモンド・プレミオ」
- 2009年8月：伊藤園「TEA’S TEA NEWYORK」 他多数

## 関連アーティスト
- akiko
- イザベル・アンテナ
- EQUIP
- 大西慶明
- 沖野修也（Kyoto Jazz Massive）
- JAFROSAX
- Jazztronik
- 瀧澤賢太郎
- 富田恭弘
- 寺田康彦
- 日出郎
- 安達祐実
- miho